# Torcy-en-Valois
Pour les articles homonymes, voir Torcy.
Torcy-en-Valois est une commune française située dans le département de l'Aisne, en région Hauts-de-France.

## Géographie
Torcy est un village rural située dans l'Orxois, à dix kimomètres au nord-ouest de Château-Thierry, 71 km au nord-est de Paris et à 57 km au sud-ouest de Reims.
Il est aisément accessible par l'ex-RN 3 (actuelle RD 1003) et par l'Autoroute A4

### Hydrographie
La commune est située dans le bassin Seine-Normandie. Elle est drainée par le Clignon, le ru de Vingt-Muids, divers bras du Clignon, le Clignon et le fossé 01 de la commune de Torcy-en-Vallois,,.
Le Clignon, d'une longueur de 30 km, prend sa source dans la commune de Bézu-Saint-Germain et se jette  dans l'Ourcq en limite de Crouy-sur-Ourcq et de Montigny-l'Allier, face à Neufchelles, après avoir traversé 16 communes.

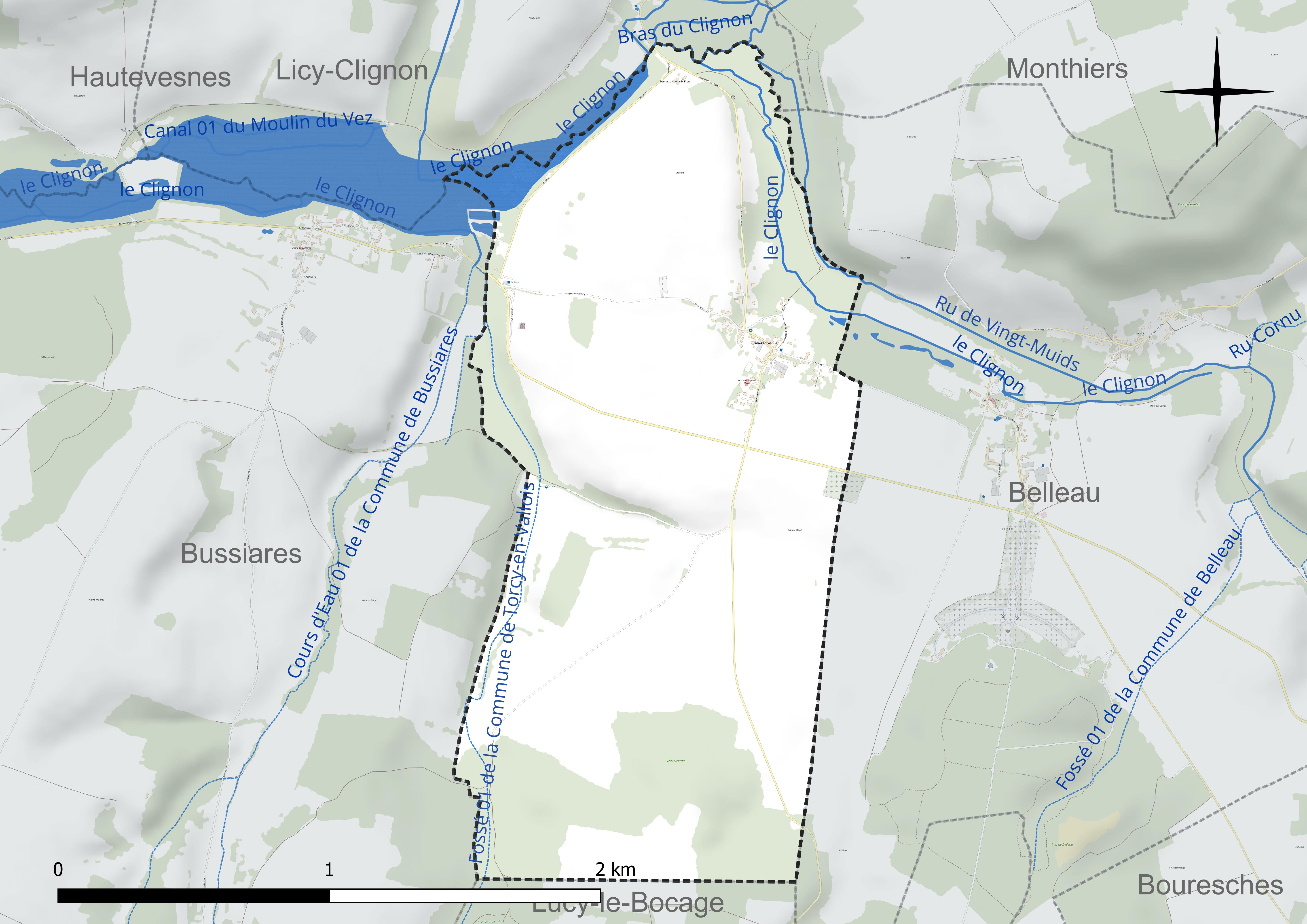
Réseau hydrographique de Torcy-en-Valois.

Le ru de Vingt-Muids, d'une longueur de 11 km, prend sa source dans la commune de Marigny-en-Orxois et se jette  dans divers bras du Clignon à Licy-Clignon, après avoir traversé six communes.

### Climat
Pour des articles plus généraux, voir Climat des Hauts-de-France et Climat de l'Aisne.
En 2010, le climat de la commune est de type climat océanique dégradé des plaines du Centre et du Nord, selon une étude du CNRS s'appuyant sur une série de données couvrant la période 1971-2000. En 2020, Météo-France publie une typologie des climats de la France métropolitaine dans laquelle la commune est exposée à un climat océanique altéré et est dans la région climatique Nord-est du bassin Parisien, caractérisée par un ensoleillement médiocre, une pluviométrie moyenne régulièrement répartie au cours de l'année et un hiver froid (3 °C).
Pour la période 1971-2000, la température annuelle moyenne est de 10,6 °C, avec une amplitude thermique annuelle de 15 °C. Le cumul annuel moyen de précipitations est de 744 mm, avec 12,1 jours de précipitations en janvier et 8,4 jours en juillet. Pour la période 1991-2020, la température moyenne annuelle observée sur la station météorologique la plus proche, située sur la commune de Blesmes à 14 km à vol d'oiseau, est de 10,6 °C et le cumul annuel moyen de précipitations est de 713,0 mm,. Pour l'avenir, les paramètres climatiques de la commune estimés pour 2050 selon différents scénarios d'émission de gaz à effet de serre sont consultables sur un site dédié publié par Météo-France en novembre 2022.

## Urbanisme

### Typologie
Au 1er janvier 2024, Torcy-en-Valois est catégorisée commune rurale à habitat dispersé, selon la nouvelle grille communale de densité à 7 niveaux définie par l'Insee en 2022.
Elle est située hors unité urbaine. Par ailleurs la commune fait partie de l'aire d'attraction de Paris, dont elle est une commune de la couronne,.

### Occupation des sols
L'occupation des sols de la commune, telle qu'elle ressort de la base de données européenne d'occupation biophysique des sols Corine Land Cover (CLC), est marquée par l'importance des territoires agricoles (69,1 % en 2018), une proportion identique à celle de 1990 (69,1 %). La répartition détaillée en 2018 est la suivante : 
terres arables (69,1 %), forêts (30,9 %).
L'évolution de l'occupation des sols de la commune et de ses infrastructures peut être observée sur les différentes représentations cartographiques du territoire : la carte de Cassini (XVIIIe siècle), la carte d'état-major (1820-1866) et les cartes ou photos aériennes de l'IGN pour la période actuelle (1950 à aujourd'hui).

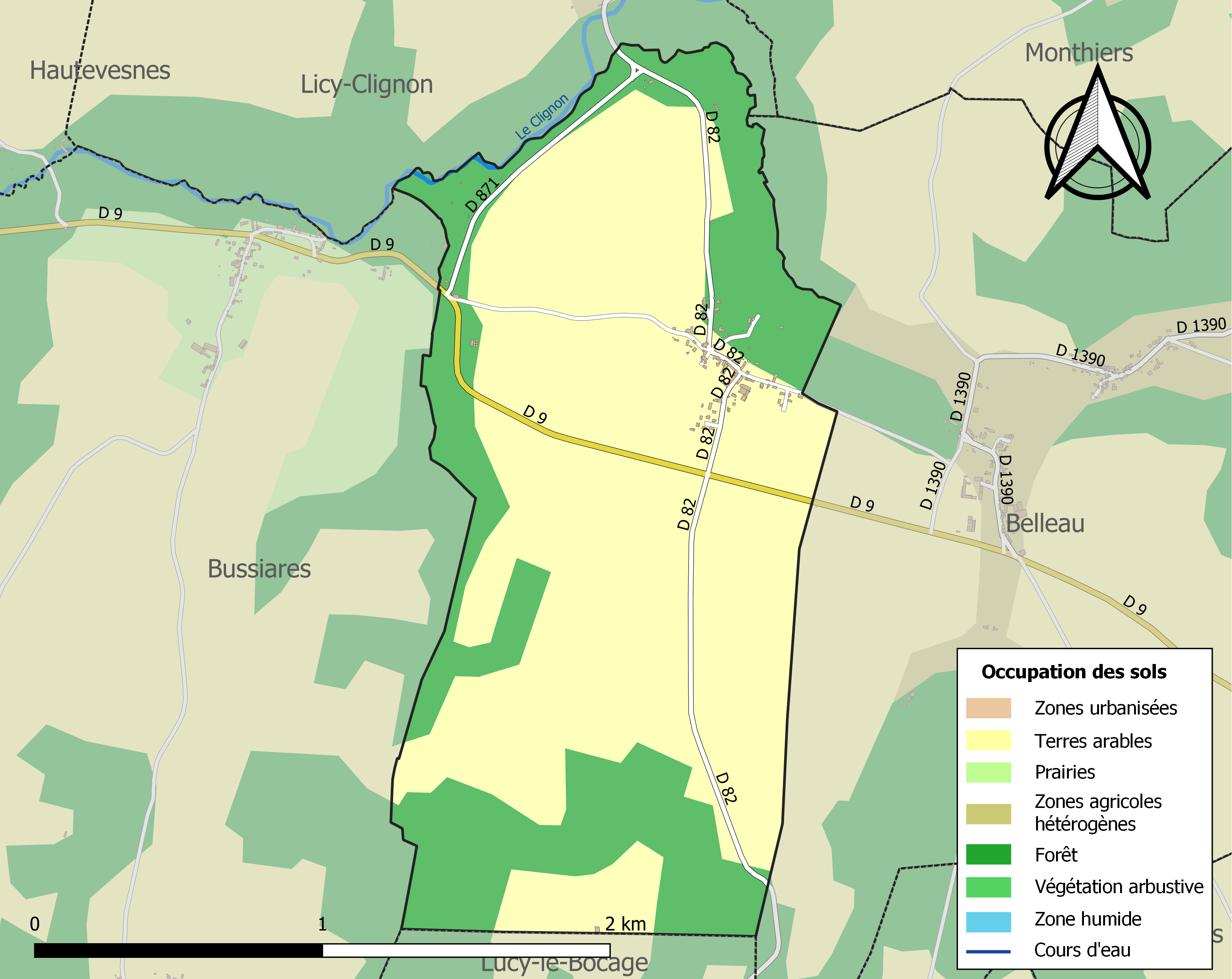
Carte de l'occupation des sols de la commune en 2018 (CLC).

## Toponymie
Le nom de la localité est attesté sous les formes Turci (1231) ; Truci (1233) ; Tarcy (1383) ; Tursy (1405) ; Torsy (1464) ; Turcy (1477) ; Teurcy (1497) ; Torcy-et-Ballaux (1497).
Torcy prend en 1933 le nom de Torcy-en-Valois. Proche du Valois, le village prit le déterminant complémentaire « en Valois » pour faciliter sa localisation.

## Histoire

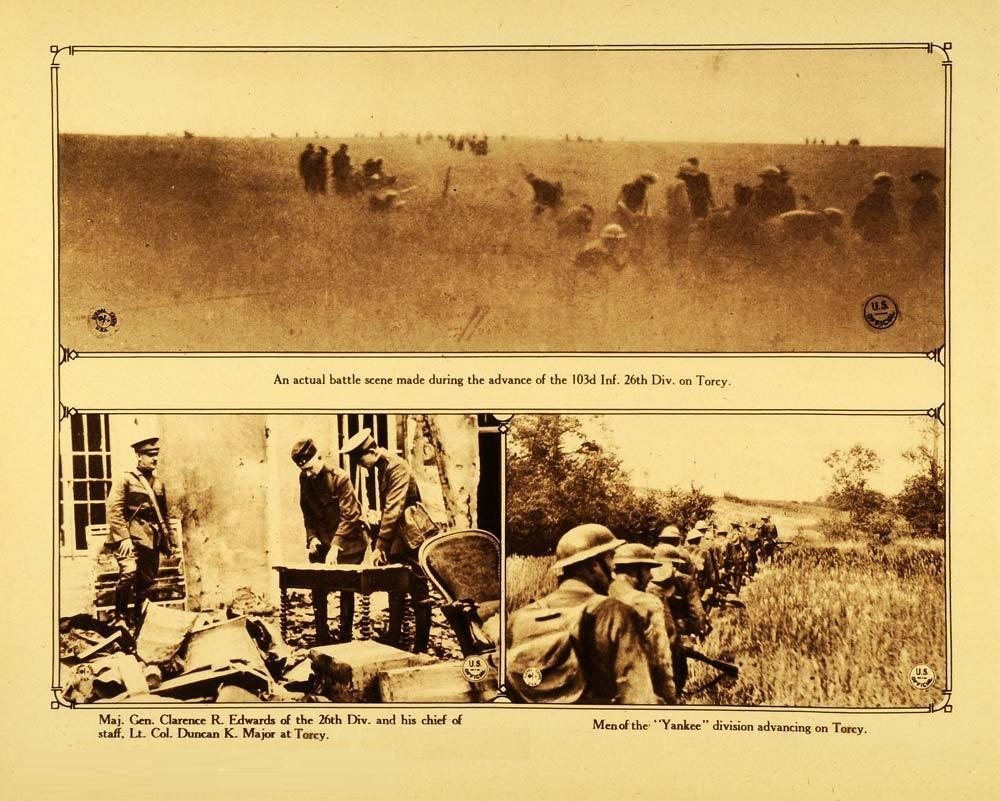
Photographies extraites d'un livre montrant la 26e division américaine pendant la Première Guerre mondiale livrant bataille à Torcy-en-Valois.
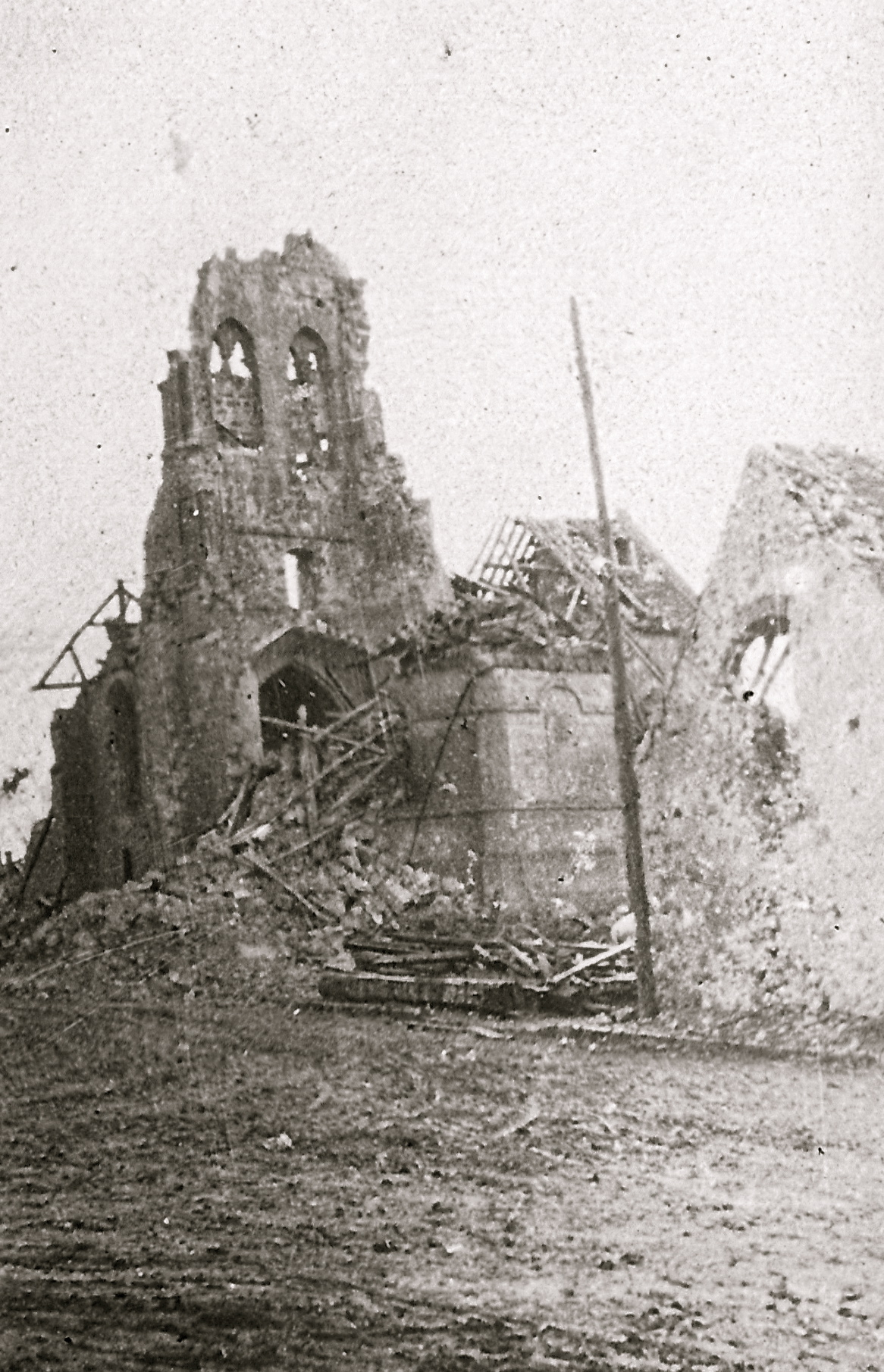
Son église par Marius Vasse.

La bataille du bois Belleau signe le premier engagement de l'armée américaine dans le Grande Guerre. Le village a été décoré de la Croix de guerre 1914-1918 le 22 octobre 1920.
La commune de Torcy, instituée pendant la Révolution française, est réunie  à celle de Belleau de 1822 à 1832. 

## Politique et administration

### Rattachements administratifs et électoraux
Rattachements administratifs
La commune se trouve depuis 1942 dans l'arrondissement de Château-Thierry du département de l'Aisne.
Elle faisait partie de 1801 à 1822 du canton de Neuilly-Saint-Front, année où Torcy intègre le canton de Château-Thierry. En 1832, la commune réintègre le canton de Neuilly-Saint-Front. Dans le cadre du redécoupage cantonal de 2014 en France, cette organisation territoriale administrative a disparu, le canton n'est plus qu'une circonscription électorale.
Rattachements électoraux
Pour les élections départementales, la commune fait partie depuis 2014 du canton de Villers-Cotterêts
Pour l'élection des députés, elle fait partie depuis 1986 de la cinquième circonscription de l'Aisne.

### Intercommunalité
Torcy-en-Valois était membre de la petite communauté de communes de l'Ourcq et du Clignon créée en 1995.
Dans le cadre des dispositions de la loi portant nouvelle organisation territoriale de la République du 7 août 2015, qui prévoit que les établissements publics de coopération intercommunale (EPCI) à fiscalité propre doivent avoir un minimum de 15 000 habitants, cette intercommunalité, qui n'atteignait pas le seuil requis, a été dissoute, et certaines de ses communes, dont Torcy-en-Valois, ont été intégrées à sa création le 1er janvier 2017 à la communauté d'agglomération de la Région de Château-Thierry, un établissement public de coopération intercommunale (EPCI) à fiscalité propre dont le siège est à Étampes-sur-Marne. Ce dernier est par ailleurs membre d'autres groupements intercommunaux.

### Administration municipale
Le nombre d'habitants de la commune étant inférieur à 100, le nombre de membres du conseil municipal est de 7.

### Liste des maires
| Période                                  | Période                       | Identité                          | Étiquette | Qualité                                    |
| ---------------------------------------- | ----------------------------- | --------------------------------- | --------- | ------------------------------------------ |
| Les données manquantes sont à compléter. |                               |                                   |           |                                            |
| années 80/90                             |                               | Georges Blondeau[réf. nécessaire] |           |                                            |
| Les données manquantes sont à compléter. |                               |                                   |           |                                            |
| mars 2001                                | mars 2008                     | Dominique Pascard                 | UDF       |                                            |
| mars 2008                                | mars 2014                     | Daniel Malcouronne                |           |                                            |
| mars 2014                                | En cours (au 13 juillet 2020) | Dominique Pascard                 | SE        | Agriculteur Réélu pour le mandat 2020-2026 |

## Démographie
L'évolution du nombre d'habitants est connue à travers les recensements de la population effectués dans la commune depuis 1793. Pour les communes de moins de 10 000 habitants, une enquête de recensement portant sur toute la population est réalisée tous les cinq ans, les populations de référence des années intermédiaires étant quant à elles estimées par interpolation ou extrapolation. Pour la commune, le premier recensement exhaustif entrant dans le cadre du nouveau dispositif a été réalisé en 2007.

En 2022, la commune comptait 77 habitants, en évolution de −1,28 % par rapport à 2016 (Aisne : −1,97 %, France hors Mayotte : +2,11 %).
| 1793 | 1800 | 1806 | 1821 | 1831 | 1836 | 1841 | 1846 | 1851 |
| ---- | ---- | ---- | ---- | ---- | ---- | ---- | ---- | ---- |
| 122  | 97   | 110  | 102  | 130  | 136  | 134  | 148  | 145  |

| 1856 | 1861 | 1866 | 1872 | 1876 | 1881 | 1886 | 1891 | 1896 |
| ---- | ---- | ---- | ---- | ---- | ---- | ---- | ---- | ---- |
| 124  | 110  | 113  | 118  | 120  | 114  | 123  | 112  | 128  |

| 1901 | 1906 | 1911 | 1921 | 1926 | 1931 | 1936 | 1946 | 1954 |
| ---- | ---- | ---- | ---- | ---- | ---- | ---- | ---- | ---- |
| 117  | 103  | 127  | 76   | 120  | 94   | 93   | 92   | 81   |

| 1962 | 1968 | 1975 | 1982 | 1990 | 1999 | 2006 | 2007 | 2012 |
| ---- | ---- | ---- | ---- | ---- | ---- | ---- | ---- | ---- |
| 74   | 62   | 38   | 55   | 80   | 73   | 80   | 81   | 84   |

| 2017 | 2022 | - | - | - | - | - | - | - |
| ---- | ---- | - | - | - | - | - | - | - |
| 73   | 77   | - | - | - | - | - | - | - |

## Culture locale et patrimoine

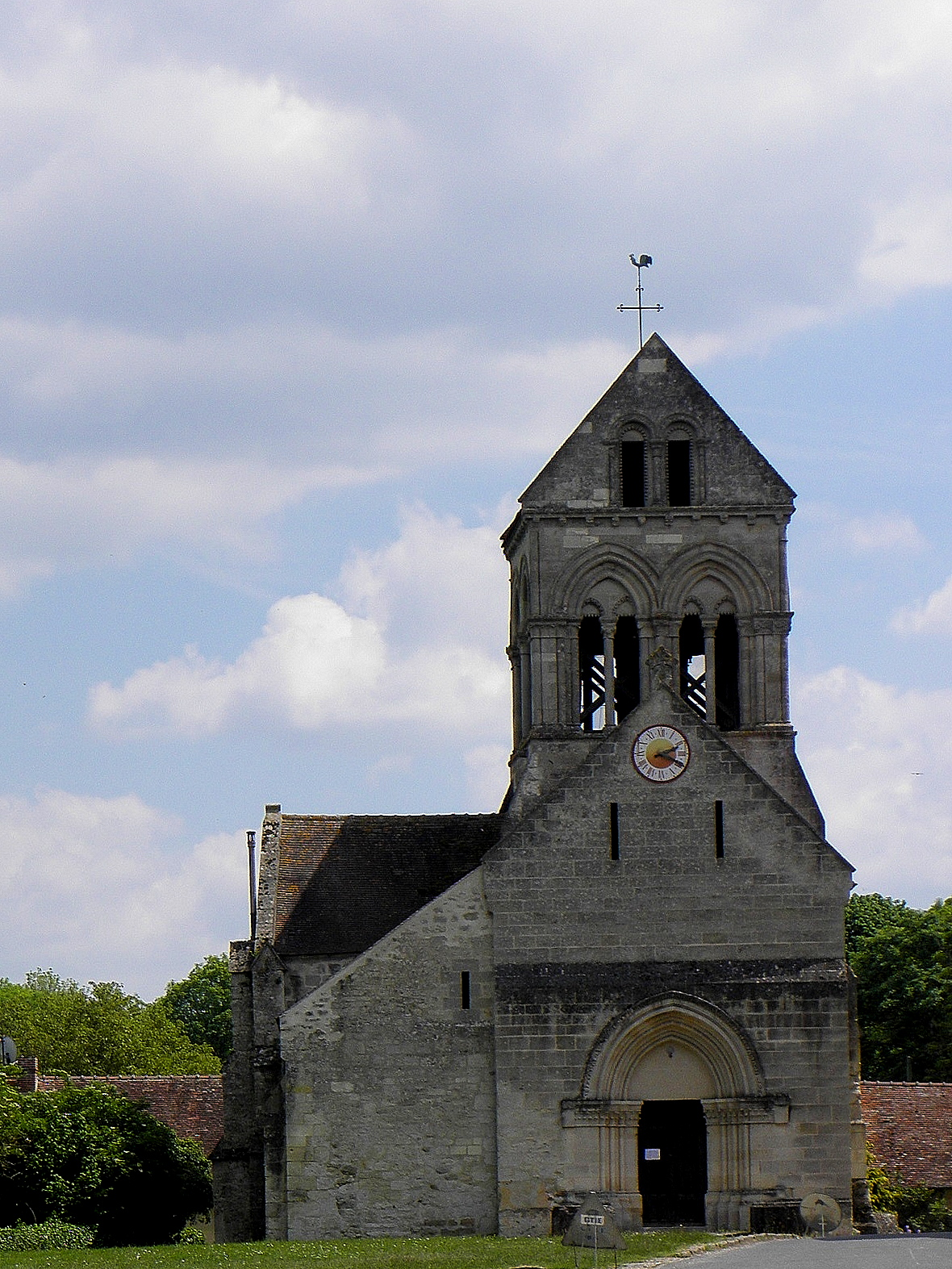
L'église Saint-Barthélémy de
Torcy-en-Valois.

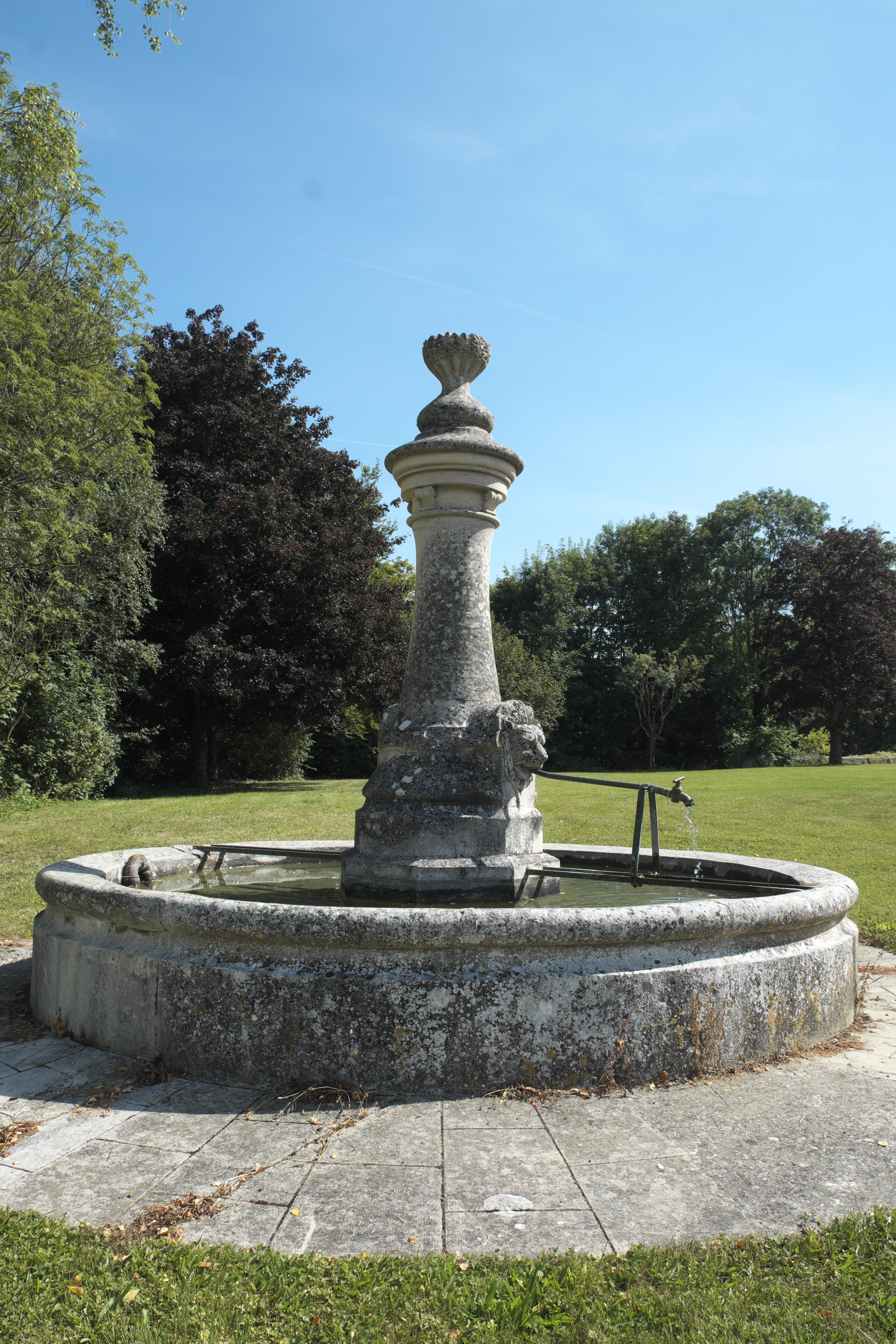
Fontaine et bassin à
Torcy-en-Valois.

### Lieux et monuments
- L'église paroissiale Saint-Barthélémy, des XVe au XVIIIe siècle[26]. Elle a été représentée en 1912 par Maurice Utrillo dans son tableau La Petite communiante[27].
- Fontaine.
- Cimetière militaire allemand de la Première Guerre mondiale,aménagé en 1922 par les autorités militaires françaises afin de regrouper 8 125 dépouilles de soldats disséminées sur 123 communes situées entre le Chemin des Dames et la Marne. Il est situé en limite de Belleau sur la RD 9[28].

### Personnalités liées à la commune
- Maurice Babé, soldat né à Torcy le 26 janvier 1894, « tué à l'ennemi » le 30 août 1918, à la fin de la Première Guerre mondiale. Sa dépouille a été retrouvée en 2012 à Campagne lors de fouilles archéologiques dans le cadre du projet de construction du canal Seine-Nord Europe[29].